# سانهاتان

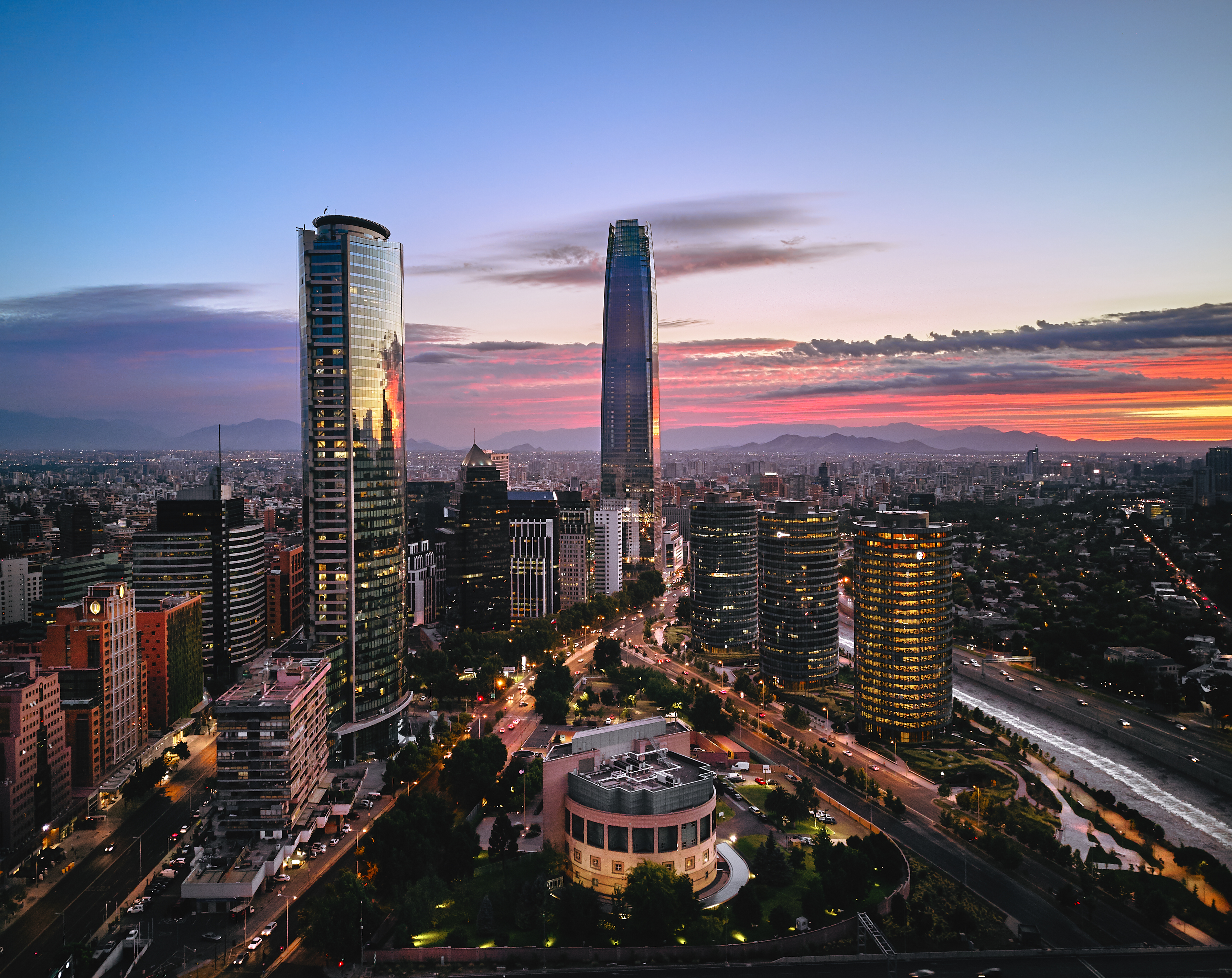
سانهاتان في الليل.

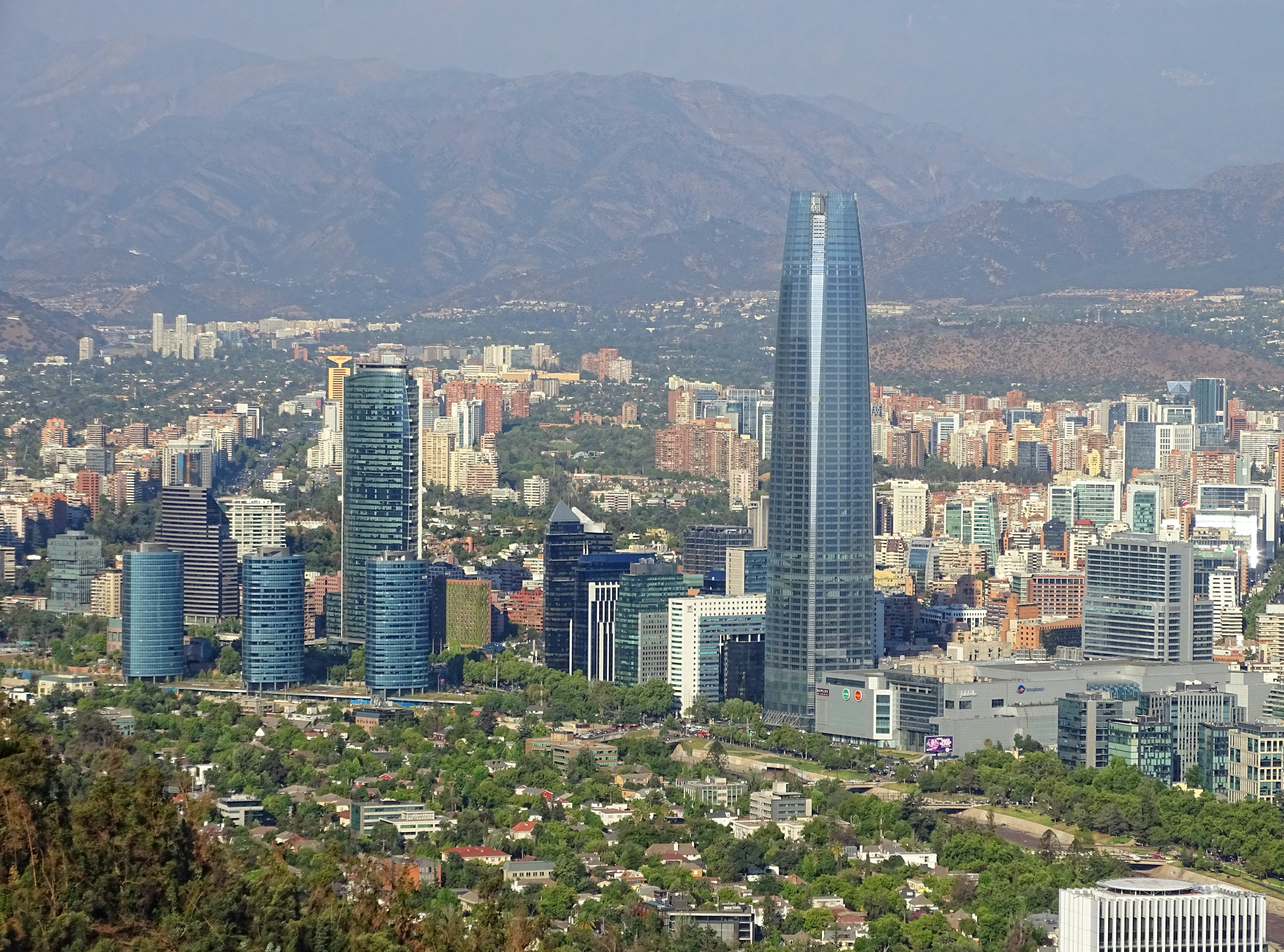
منظر لسانهاتن من سان كريستوبال هيل.

سانهاتان (بالإنجليزية: Sanhattan)‏  وهي من الموانئ في سانتياغو و مانهاتن ، هو لقب ساخر شهير يُمنح للحي المالي الراقي في العاصمة التشيلية سانتياغو.  تقع في الشمال الشرقي من العاصمة ، في الطرف الغربي من بلدية لاس كونديس بين نهر مابوتشو وشارع أميريكو فسبوتشيو ، في منطقة باريوس المعروفة باسم إل بوسكي نورتي وإل جولف.  الشارع الرئيسي الذي يعبر سانهاتن هو أفينيدا أبوكيندو. تعريف أضيق يضع سانهاتان بين طريقي أندريس بيلو وفيتاكورا ، من تقاطعهما وصولاً إلى شارع نويفا لوس ليون.
المنطقة موطن للعديد من المباني الجديدة والمكلفة للغاية والتي تضم مكاتب ومطاعم وفنادق ومراكز تسوق وبنوك.
يوجد اثنان من أطول المباني في أمريكا الجنوبية هناك: (التيتانيوم لا بورتادا (بالإنجليزية: Titanium La Portada)‏ )، الذي يتكون من 55 طابقًا و 194 مترًا ارتفاعًا ، و برج سانتياغو الكبير ، بارتفاع 300 متر و 63 طابقًا ، يقع في بلدية بروفيدنسيا المجاورة.

## التاريخ

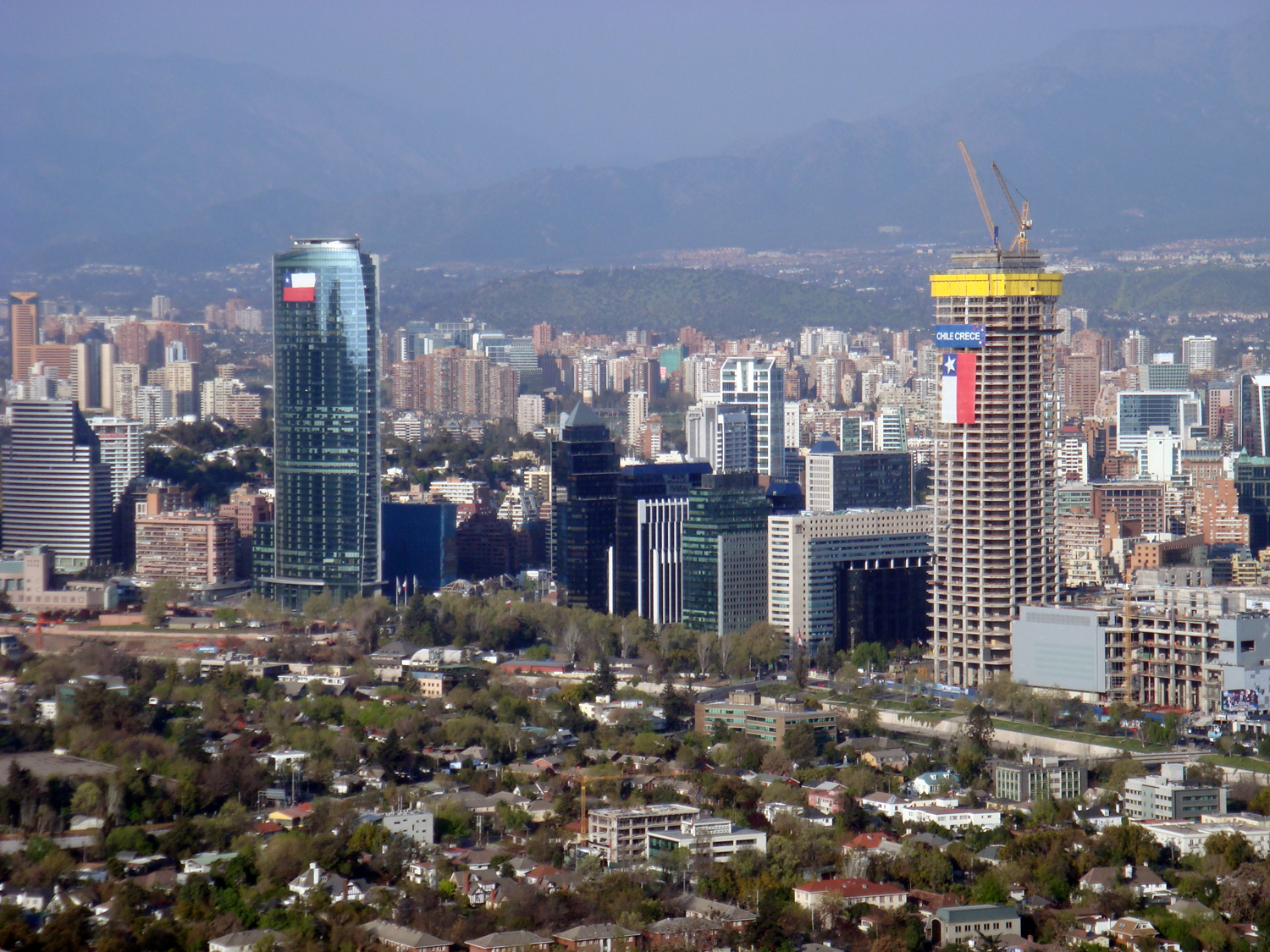
غران توري سانتياغو (شوهد تحت الإنشاء في 2010) وتيتانيوم لا بورتادا (يسار) هما أطول مبنيين في سانهاتن.

الأرض - التي كانت تُعرف آنذاك باسم «هاسيندا سان لويس» - حصل عليها ريكاردو ليون ، زراعي وعمدة بلدية بروفيدنسيا ، في عام 1907 من بنك بانكو دي تشيلي . في عام 1937 ، تم تحديد مخطط تقسيم لبلدية لاس كونديس وعُهد إلى المهندس المعماري إدواردو لويلين جونز بمهمة تصميم منطقة سكنية جديدة للأرستقراطية في سانتياغو. لم يكن حتى أوائل التسعينيات أن وضعت وكالات العقارات أنظارها على المنطقة. 
اليوم سانهاتان من بين أغلى الأراضي في تشيلي ، بمتوسط تكلفة (حوالي 8300 دولار أمريكي) للمتر المربع في عام 2010. 

## الاتجاهات
وفقًا لصحيفة La Tercera ، يحد سانهاتان شارع Av. Presidente Riesco إلى الشمال ، El Golf إلى الشرق ، Av. Apoquindo و Tajamar من الجنوب ونهر Mapocho من الغرب. 

## المواصلات
مواقع وقوف السيارات قليلة حول سانهاتن ، وبالتالي يسافر الكثير من الناس عن طريق المترو أو الميكروباص. يقع الخط 1 من مترو أنفاق المدينة في مكان قريب. Sanhattan محاط بطريق Costanera Norte السريع.